# Tityra braziliensis
El titira colinegro oriental (Tityra braziliensis), es una especie –o la subespecie Tityra cayana braziliensis, dependiendo de la clasificación considerada– de ave paseriforme de la familia Tityridae, perteneciente al género Tityra. Es nativa del centro oriental de Sudamérica.

## Distribución y hábitat
Se distribuye en el noreste, centro y sur de Brasil (Maranhão, Piauí y Pernambuco hacia el sur hasta Mato Grosso do Sul y norte de Rio Grande do Sul), norte y este de Bolivia (La Paz, Cochabamba, Santa Cruz), norte, centro y este de Paraguay (principalmente al este del río Paraguay) y noreste de Argentina (al sur hasta el este de Formosa, este de Chaco y Misiones, probablemente también en Corrientes).
Esta especie es considerada bastante común y ampliamente diseminada en sus hábitats naturales: los bordes del bosque húmedo, bosques secundarios y plantaciones.

## Sistemática

### Descripción original
La especie T. braziliensis fue descrita por primera vez por el naturalista británico William Swainson en 1838 bajo el nombre científico Psarius braziliensis; la localidad tipo es: «norte de Brasil».

### Etimología
El nombre genérico femenino «Tityra» deriva del latín «tityrus»: el nombre de un rústico pastor de ovejas citado por Virgílio en las Éclogas; en la mitología romana, el nombre «Tityri» era dado a los Sátiros de Pan y Baco que tenían comportamiento ruidoso y agresivo; y el nombre de la especie «braziliensis», se refiere a la localidad tipo, Brasil.

### Taxonomía
La presente especie es tratada como una subespecie del titira colinegro (Tityra cayana), pero las clasificaciones Aves del Mundo y Birdlife International la consideran como una especie separada con base en diferencias morfológicas, a pesar de las vocalizaciones ser aparentemente similares, y en la existencia de una extensa zona de hibridación que se extiende desde el noreste de Brasil (Piauí) hacia el suroeste a través de Mato Grosso hasta Bolivia. Sin embargo, esto no ha sido todavía reconocido por otras clasificaciones. Es monotípica
Las principales diferencias apuntadas por HBW para justificar la separación son: ambos sexos tienen el rojo del pico muy reducido; las partes superiores del macho son más blancas; y en la hembra, la ausencia del escudo negro, y el estriado más pesado y más extenso, con un teñido más pardo en el plumaje subyacente tanto por arriba como por abajo.